# Stephen Cole Kleene
Stephen Cole Kleene (født 5. januar 1909, død 25. januar 1994) var en amerikansk matematiker, hvis arbejde ved University of Wisconsin-Madison hjalp med til at lægge grunden for den teoretiske datalogi. Kleene er bedst kendt for at grundlægge grenen af matematisk logik kendt som rekursionsteori sammen med Alonzo Church, Kurt Gödel, Alan Turing , Emil Post og andre; og for at opfinde regulære udtryk. Ved at komme med metoder til at bestemme hvilke problemer som er løselige, førte Kleenes arbejde til studiet om hvilke funktioner, der er beregnelige. Blandt andet er Kleene algebra, Kleenes stjerne, Kleenes rekursionssætning og Kleenes fixpoint-sætning opkaldt efter ham.

## Vigtige publikationer
- Introduction to Metamathematics D. Van Nostrand (1952)
- Mathematical Logic John Wiley (1967). Dover paperback reprint ca. 2001.
- Representation of Events in Nerve Nets and Finite Automata i Automata Studies (1956) eds. C. Shannon og J. McCarthy.

1. ↑  Navnet er anført på engelsk og stammer fra Wikidata hvor navnet endnu ikke findes på dansk.
2. ↑  Navnet er anført på bokmål og stammer fra Wikidata hvor navnet endnu ikke findes på dansk.